# Криспи, Франческо
Франческо Криспи (итал. Francesco Crispi; 4 октября 1818, Рибера, Королевство Обеих Сицилий — 11 августа 1901, Неаполь, Королевство Италия) — итальянский политик и государственный деятель, дважды возглавлял кабинет министров Италии.

## Биография
Франческо Криспи родился 4 октября 1818 года на Сицилии, в небогатой купеческой семье арберешского происхождения.
Получив юридическое образование, был адвокатом сначала в Палермо, потом в Неаполе.
Франческо рано стал принимать участие в разных тайных кружках и заговорах, но так осторожно, что считался благонамеренным гражданином. Когда в январе 1848 года на Сицилии вспыхнула революция, Криспи был выбран членом временного правительства, со званием префекта баррикад и секретаря военного и морского департаментов, а затем — и депутатом парламента.
Издавал революционную газету «Apostolato». Его программа в это время была такова: низвержение Бурбонов, свободная конфедерация всех итальянских государств, демократическое управление, братский союз всех народов.
Победа умеренной партии, отдавшая остров во власть короля, принудила Криспи к бегству. Он скитался из страны в страну, добывая хлеб преимущественно частными уроками. В 1859 году совершил две рискованные поездки на Сицилию, где вступил в контакт с местными революционными группами. Он обучал заговорщиков искусству приготовления бомб, которое изучил в Лондоне. Затем убедил колебавшегося Джузеппе Гарибальди предпринять знаменитую экспедицию на Сицилию и принял в ней самое деятельное участие.
Гарибальди назначил его министром внутренних дел и финансов; в этой должности Криспи пришлось вынести борьбу с продиктатором Агостино Депретисом. Выбранный депутатом в итальянскую палату, Криспи из заговорщика-революционера постепенно обращается в государственного человека.
В 1864 году Криспи произносит в палате известную фразу: «монархия нас соединяет, республика нас разъединяет», которой он разрывает с Мадзини и мадзинистами. Это не мешает ему оставаться в парламенте признанным вождём левой и даже крайней левой партии.
В 1865 году принял участие в составлении радикальной программы, главные пункты которой: автономия общин, распространение избирательного права на всех грамотных, жалованье депутатам, исключение чиновников из парламента, прогрессивный подоходный налог, освобождение рабочих от платы налогов, введение милиции вместо постоянного войска, создание дешёвого кредита для крестьян и ремесленников, отмена смертной казни. Многие пункты этой программы были впоследствии осуществлены частью до Криспи, частью им самим; от других он бесповоротно отказался. За эту программу он упорно боролся в основанной им газете «Riforma» и в парламенте в течение 1860-х и первой половины 1870-х годов, резко, даже грубо нападая на правительство за его реакционную политику, в особенности за двусмысленное поведение по отношению к Гарибальди.
В области иностранной политики он держится в этот период прежнего убеждения, многократно высказанного им в печати, что все люди — братья, что свободное государство должно заключать союзы только со свободными государствами, что задача разумной политики демократического государства — защищать все слабые государства; он горячо отстаивает интересы Греции и мечтает о создании Балканской федерации, с Константинополем во главе.
В 1863 году настаивает на вмешательстве Италии в пользу Польши.
В 1875 году Криспи избран президентом итальянской палаты. В 1877 году по тайному поручению короля совершил поездку по Европе с целью протестовать против предложенного присоединения Боснии и Герцеговины к Австрии. Вернулся он, однако, вполне примирённый с ожидаемым политическим событием и с проектом тройственного союза против Франции; в полезности этого проекта он сумел убедить Виктора Эммануила II. В декабре того же года он получил портфель министра внутренних дел в кабинете Депретиса. С этого времени его разрыв с радикалами обозначился яснее, в особенности потому, что Криспи попытался воспользоваться смертью Виктора-Эммануила для сближения с Ватиканом. Вскоре он был привлечён к суду по обвинению в двоеженстве. Суд оправдал его, но политическая его карьера была разбита на целых десять лет; король Умберто и в особенности королева долго противились вступлению Криспи в министерство.
Он резко нападает на кабинеты Бенедетто Кайроли и Агостино Депретиса, как на буржуазные; протестует в 1885 году против африканской экспедиции; порицает в 1886 году созданный при его участии тройственный союз; пропагандирует избирательную реформу; борется за законы в пользу рабочих, чтобы освободить последних «из рабства буржуазии»; восстаёт против попыток сближения с Ватиканом и утверждает, что «современная монархия» должна опираться не на дворянство, не на церковь, не на войско, а исключительно на народ.

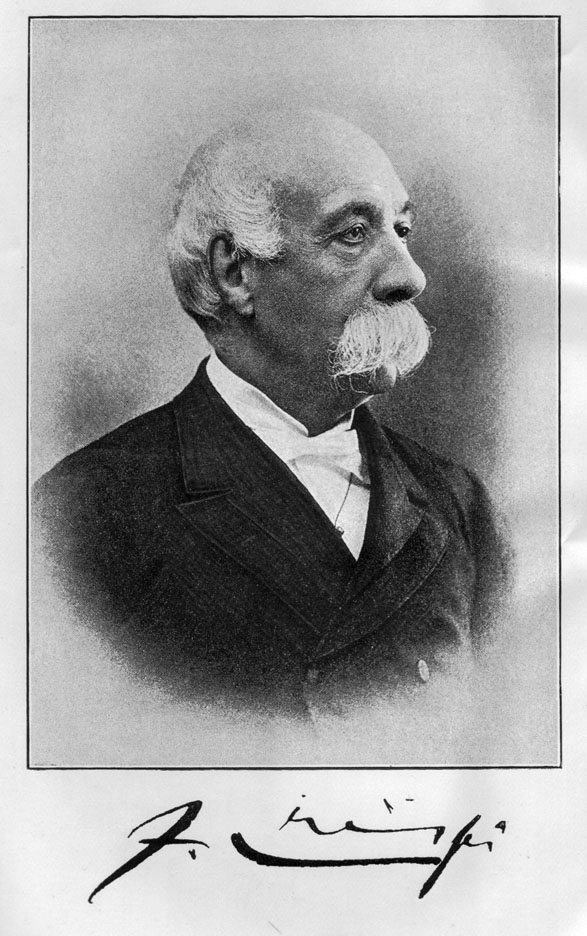
Франческо Криспи в 1893 году

В течение 1880-х годов Криспи, вместе с Никотерой, Кайроли, Дзанарделли и Баккарини, принадлежал к так называемой «пентархии». Вследствие неудачи, постигшей Депретиса в Абиссинии, министерство было преобразовано в апреле 1887 года и в его состав вступили Криспи и Дзанарделли, первый — в качестве министра внутренних дел. Истинным главой кабинета был не Депретис, а Криспи. С 7 августа того же года, после смерти Депретиса, он сделался премьером уже официально.
Вследствие неудачи примирительной политики с Ватиканом, Криспи вёл с ним решительную борьбу; главным его делом в этом направлении была реформа разных благотворительных учреждений, находившихся под управлением католической церкви (Opere pie); управление ими и контроль над ними; вместе с их громадными капиталами, простиравшимися до 3 миллиардов франков, несмотря на ожесточённую агитацию клерикалов, были переданы в руки государства. Другое важное дело Криспи, проведённое в эту эпоху, было введение нового либерального уголовного кодекса. Зато в области иностранной политики он решительно поддерживает тройственный союз, из-за него закрывает ирредентистские ассоциации, вытесняет из кабинета талантливого министра финансов Сейсмит Доду, усиливает войско, тратя на него громадные средства и не обращая внимания на дефицит бюджета.
Идеи братства народов, и в особенности мысль о создании великой Греции, забыты; Криспи признает необходимость греческой блокады и умиротворение Крита Шакир-пашой (1889). Увеличение налогов ведёт за собой ряд бунтов в Сицилии и Ломбардии. Криспи усмиряет их вооружённой рукой и вступает в таможенную войну с Францией, разорительную для Италии. С общественным недовольством он борется реакционным законом об общественной безопасности и другими полицейскими мерами. Отказываясь от заявлений, сделанных им в качестве вождя оппозиции, он проводит законы, избавляющие министров от переизбрания и дозволяющие назначать депутатов в члены государственного совета и префекты.
Эта деятельность увенчивается грубым давлением на парламентских выборах 1890 года, которые дали Франческо Криспи непрочное большинство, которое и низвергло его в 1891 году. Криспи вновь перешёл в оппозицию.
В 1892 году, когда возникла скандальная история о хищениях в итальянских банках, Криспи сначала упорно противился назначению следствия, но затем согласился на это. Премьер Джолитти, скомпрометированный последовавшими затем разоблачениями, вышел в отставку и в ноябре 1893 года уступил портфель Криспи, но дальнейшие разоблачения задели и самого Криспи. Джолитти напечатал некоторые документы, похищенные им во время следствия, Кавалотти в декабре 1894 года, предложил на рассмотрение палаты другие документы, а газета «Le Figaro» опубликовала третьи. Выяснилось, что если Джолитти пользовался деньгами банков для политических целей, то Криспи, и в особенности жена его, пользовались в очень широком размере в тех же банках кредитом уже для своих личных целей.

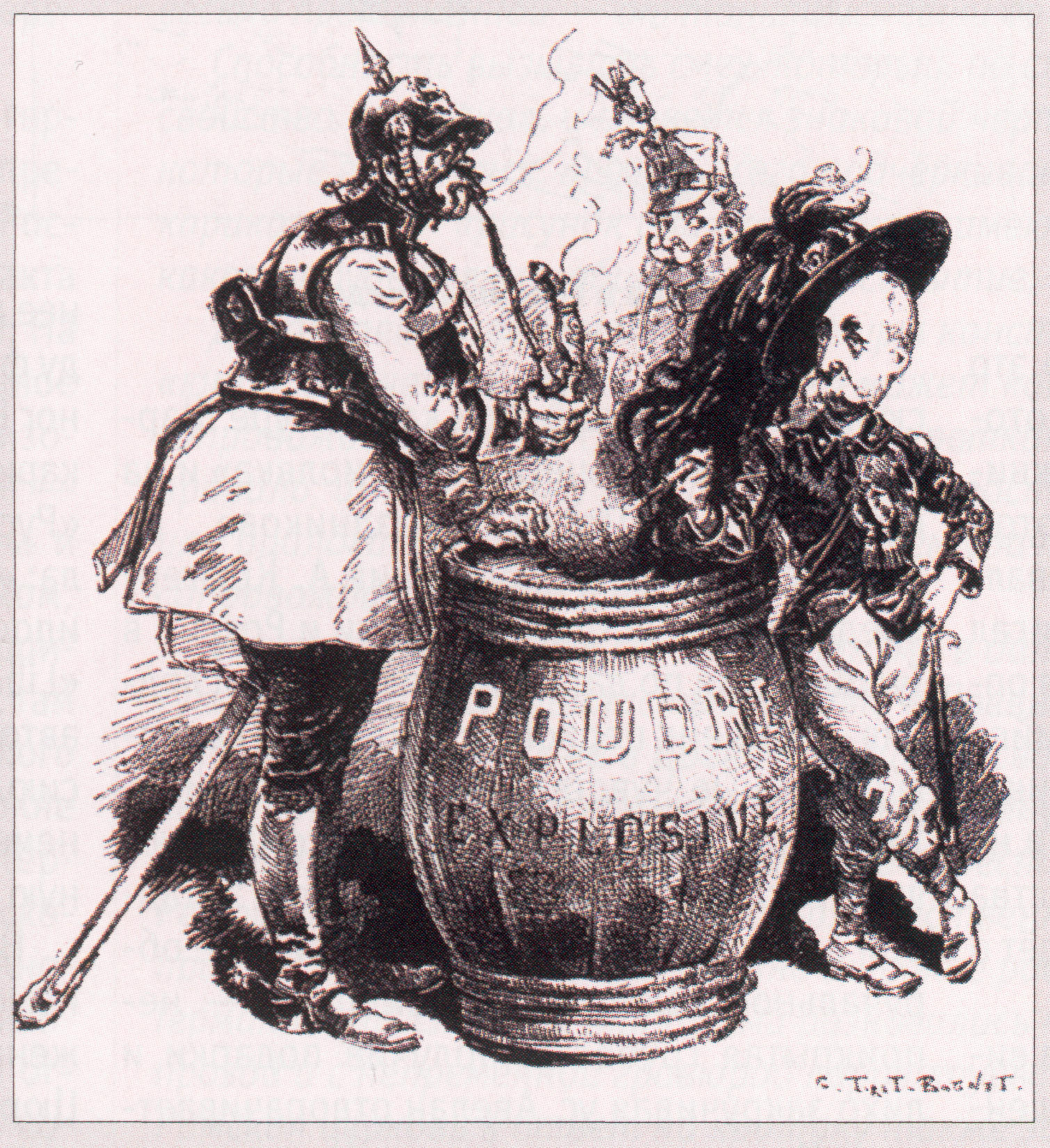
Французская карикатура Тройственный союз. В образе Италии — Криспи

Только что подавленный бунт в Сицилии и волнения в других местах Италии, быстрое развитие социализма и анархизма — всё это говорило о ненормальном положении дел, созданном политикой Криспи. Чтобы удержаться на месте, последнему приходилось прибегать к суровым мерам по отношению к своим противникам. Последовал ряд политических процессов, посредством которых Криспи, с нарушением законов о судопроизводстве и конституции, расправлялся с врагами (Дефеличе и др.). Чтобы избавиться от неприятных прений во враждебно настроенной палате, Криспи приостановил её заседания, а затем распустил её.
Новые выборы, в мае 1895 года, происходили под таким сильным полицейским давлением, по столь грубо подтасованным спискам, как до тех пор ещё не бывало в Италии. Криспи победил и стал располагать в палате значительным большинством, но его популярность в обществе была безвозвратно подорвана.
Падение Криспи, на этот раз окончательное, было вызвано, однако, не внутренней его политикой и не разоблачениями по банковскому делу, сильно компрометировавшими его (точнее говоря — его жену), а событиями в Эритрее (Первая итало-эфиопская война). 1 марта 1896 года произошло сражение при Адуа, в котором итальянские войска были разбиты наголову. Известие об этом вызвало страшное возбуждение в Италии, и Криспи подал в отставку.
Франческо Криспи скончался в Неаполе 12 августа 1901 года.

### Участие в масонстве
Криспи был посвящён в римскую масонскую ложу «Масонская Пропаганда» № 2 находившуюся под юрисдикцией Великого востока Италии. Его братьями были выдающиеся личности, оставившие заметный след в истории Италии, это: Джузеппе Гарибальди, Эрнесто Натан, Джузеппе Мадзини, Джузеппе Дзанардели, Джозуэ Кардуччи, Этторе Феррари. Достиг 33° ДПШУ.